# Johnsonita assula
Johnsonita assula is een vlinder uit de familie van de Lycaenidae. De wetenschappelijke naam van de soort werd als Thecla assula in 1922 gepubliceerd door Draudt.